# Synxenoderus comosus
Synxenoderus comosus är en insektsart som beskrevs av List 1925. Synxenoderus comosus ingår i släktet Synxenoderus och familjen vägglöss. Inga underarter finns listade i Catalogue of Life.